# Liste der Kulturdenkmale in der Gmina Gromadka
In der Liste der Kulturdenkmale in der Gmina Gromadka sind alle Kulturdenkmale der Gmina Gromadka, zugehörig zum Powiat Bolesławiecki in der polnischen Woiwodschaft Niederschlesien, aufgelistet. Grundlage ist die Veröffentlichung der Denkmalliste des Narodowy Instytut Dziedzictwa  (NID, deutsch Nationales Institut für Kulturerbe) für die Woiwodschaft Niederschlesien vom 30. September 2022. Die folgenden Angaben ersetzen nicht die rechtsverbindliche Auskunft der Denkmalbehörde.

## Legende
- Lage: Angabe von Ort, Straßenname und Hausnummer des Kulturdenkmals. Der Link Standort führt zu verschiedenen Kartendarstellungen und nennt die Koordinaten des Kulturdenkmals.
- Objekt: Name, Bezeichnung oder die Art des Kulturdenkmals.
- Beschreibung: gibt die baulichen und geschichtlichen Einzelheiten des Kulturdenkmals an, vorzugsweise die Denkmaleigenschaften.
- NID-Nr.: Registriernummer des Kulturdenkmals entsprechend den Listen des Narodowy Instytut Dziedzictwa (NID, deutsch Nationalinstitut für Kulturerbe). Sie identifiziert das Kulturdenkmal eindeutig.
- Bild: zeigt ein Bild des Kulturdenkmals und gegebenenfalls einen Link zu weiteren Fotos des Kulturdenkmals im Medienarchiv Wikimedia Commons.

## Denkmalliste nach Ortsteilen
Die denkmalgeschützten Objekte werden entsprechend der Denkmalliste nach Ortsteilen aufgelistet.

### Gromadka(Gremsdorf)
| Lage                | Objekt | Beschreibung | NID-Nr. | Bild |
| ------------------- | ------ | --- | ------- | ---- |
| Gromadka (Standort) | Kirche | ehemals evangelische Kirche, jetzt römisch-katholische Kirche, die der heiligen Schwarzen Madonna von Tschenstochau geweiht ist. Erbaut Anfang des 20. Jahrhunderts | A/6155  | BW   |

### Krzyżowa(Lichtenwaldau)
| Lage                | Objekt | Beschreibung                                                                | NID-Nr.    | Bild           |
| ------------------- | ------ | --------------------------------------------------------------------------- | ---------- | -------------- |
| Krzyżowa (Standort) | Kirche | Kirche der Heiligen Dreifaltigkeit, datiert ins 15. und 19./20. Jahrhundert | A/5449/953 | weitere Bilder |

### Modła(Modlau)
| Lage             | Objekt         | Beschreibung | NID-Nr.      | Bild           |
| ---------------- | -------------- | --- | ------------ | -------------- |
| Modła (Standort) | Kirche         | ehemals evangelische Kirche, jetzt römisch-katholische Kirche, der Jungfrau Maria vom Rosenkranz geweiht. Erbaut 1874–1877. | A/6156       | weitere Bilder |
| Modła ()         | Schlosskomplex | Denkmalensemble, zugehörig A/3115/453 und A/3116/659/L, datiert 16. und 18. bis 19. Jahrhundert                             | ohne         |                |
| Modła (Standort) | Schloss Modlau | Ruine, nur Überreste vorhanden                                                                                              | A/3115/453   | weitere Bilder |
| Modła ()         | Park           | | A/3116/659/L |                |
| Modła (Standort) | Wassermühle    | datiert Anfang 20. Jahrhundert                                                                                              | 139/A/02     | BW             |

### Osła(Aslau)
| Lage            | Objekt                    | Beschreibung                        | NID-Nr.      | Bild           |
| --------------- | ------------------------- | ----------------------------------- | ------------ | -------------- |
| Osła (Standort) | Kirche                    | Geweiht Peter und Paul, erbaut 1826 | A/5447/485/L | weitere Bilder |
| Osła ()         | Palast mit Balkonportikus | datiert 19. Jahrhundert/1903        | A/6111       | weitere Bilder |

### Wierzbowa(Rückenwaldau)
| Lage                 | Objekt | Beschreibung | NID-Nr.    | Bild           |
| -------------------- | ------ | --- | ---------- | -------------- |
| Wierzbowa (Standort) | Kirche | ehemals evangelische Kirche, jetzt römisch-katholische Kirche der unbefleckten Empfängnis der heiligen Jungfrau Maria. Fachwerkbau mit gemauertem Turm, datiert 1756/1819/1849. | A/5448/954 | weitere Bilder |

## Ehemalige Kulturdenkmale
| Lage         | Objekt                       | Beschreibung         | NID-Nr. | Bild |
| ------------ | ---------------------------- | -------------------- | ------- | ---- |
| Wierzbowa () | Landwirtschaftliches Gebäude | nicht mehr vorhanden | 1316 z  |      |